# 10664 Phemios
A 10664 Phemios (ideiglenes jelöléssel 5187 T-2) egy kisbolygó a Naprendszerben. Cornelis Johannes van Houten,  Ingrid van Houten-Groeneveld és Tom Gehrels fedezte fel 1973. szeptember 25-én.